# ATP Challenger Oberstaufen
Das ATP Challenger Oberstaufen (offizieller Name: Oberstaufen Cup) war ein zwischen 1992 und 2014 jährlich stattfindendes Tennisturnier in Oberstaufen. Es war Teil der ATP Challenger Tour und wurde im Freien auf Sandplatz ausgetragen. Insgesamt gewannen mehrere Spieler einen Titel im Einzel und Doppel.

## Liste der Sieger

### Einzel
| Jahr | Sieger                   | Finalgegner          | Ergebnis       |
| ---- | ------------------------ | -------------------- | -------------- |
| 2014 | Simone Bolelli           | Michael Berrer       | 6:4, 7:62      |
| 2013 | Guillaume Rufin          | Peter Gojowczyk      | 6:3, 6:4       |
| 2012 | Dominik Meffert          | Nils Langer          | 6:4, 6:3       |
| 2011 | Daniel Brands            | Andreas Beck         | 6:4, 7:63      |
| 2010 | Martin Fischer           | Cedrik-Marcel Stebe  | 6:3, 6:4       |
| 2009 | Robin Vik                | Jan Minář            | 6:1, 6:2       |
| 2008 | Łukasz Kubot             | Juan Pablo Brzezicki | 6:3, 6:4       |
| 2007 | Gabriel Trujillo Soler   | Philipp Petzschner   | 6:4, 6:4       |
| 2006 | Michal Tabara            | Ernests Gulbis       | 7:65, 6:3      |
| 2005 | Simon Greul              | Albert Portas        | 7:5, 6:2       |
| 2004 | Dieter Kindlmann         | Jean-René Lisnard    | 6:76, 6:2, 6:4 |
| 2003 | Martín Vassallo Argüello | Andreas Seppi        | 6:1, 6:4       |
| 2002 | Nicolas Thomann          | Tomáš Zíb            | 7:66, 6:4      |
| 2001 | Oliver Gross             | Oliver Marach        | 6:0, 6:1       |
| 2000 | Clemens Trimmel          | Radomír Vašek        | 6:4, 6:1       |
| 1999 | Alexander Popp           | Francisco Costa      | 7:6, 6:3       |
| 1998 | Wolfgang Schranz         | Rogier Wassen        | 6:4, 6:2       |
| 1997 | Davide Sanguinetti       | Andrea Gaudenzi      | 4:6, 7:6, 6:3  |
| 1996 | Jens Knippschild         | Gabriel Silberstein  | 6:3, 5:7, 7:6  |
| 1995 | Carlos Moyá              | Jiří Novák           | 6:3, 6:4       |
| 1994 | Bohdan Ulihrach          | Hicham Arazi         | 6:2, 6:0       |
| 1993 | Milen Welew              | Sláva Doseděl        | 6:3, 7:6       |
| 1992 | Massimo Valeri           | Martin Sinner        | 6:3, 6:3       |

### Doppel
| Jahr | Sieger                                 | Finalgegner                              | Ergebnis          |
| ---- | -------------------------------------- | ---------------------------------------- | ----------------- |
| 2014 | Wesley Koolhof Alessandro Motti        | Radu Albot Mateusz Kowalczyk             | 7:67, 6:3         |
| 2013 | Dominik Meffert Philipp Oswald         | Stephan Fransen Artem Sitak              | 6:1, 3:6, [14:12] |
| 2012 | Andrei Dăescu Florin Mergea            | Andrei Kusnezow Jose Statham             | 7:64, 7:61        |
| 2011 | Martin Fischer Philipp Oswald          | Tomasz Bednarek Mateusz Kowalczyk        | 7:61, 6:3         |
| 2010 | Frank Moser Lukáš Rosol                | Hans Podlipnik-Castillo Max Raditschnigg | 6:0, 7:5          |
| 2009 | Dieter Kindlmann Marcel Zimmermann     | Michael Berrer Philipp Oswald            | 6:4, 2:6, [10:4]  |
| 2008 | Dušan Karol Jaroslav Pospíšil          | André Ghem Boy Westerhof                 | 6:72, 6:1, [10:6] |
| 2007 | Filip Polášek Igor Zelenay             | Peter Gojowczyk Marc Sieber              | 7:5, 7:5          |
| 2006 | Ernests Gulbis Mischa Zverev           | Teodor-Dacian Crăciun Gabriel Moraru     | 6:1, 6:1          |
| 2005 | Oliver Marach Jean-Claude Scherrer     | Werner Eschauer Christopher Kas          | 7:5, 6:3          |
| 2004 | Wadim Dawletschin Alexander Kudrjawzew | Valentino Pest Alexander Waske           | 4:6, 6:3, 7:64    |
| 2003 | Kornél Bardóczky Gergely Kisgyörgy     | Ignacio González King Ricardo Schlachter | 4:6, 7:64, 6:2    |
| 2002 | Jaime Fillol Ricardo Schlachter        | Patricio Arquez Sergio Roitman           | 6:2, 6:4          |
| 2001 | Karol Beck Branislav Sekáč             | Thomas Strengberger Clemens Trimmel      | 2:6, 6:1, 6:0     |
| 2000 | Hugo Armando Alexandre Simoni          | Tomas Behrend Karsten Braasch            | 6:4, 6:3          |
| 1999 | Edwin Kempes Petr Luxa                 | Karsten Braasch Jens Knippschild         | 7:5, 6:4          |
| 1998 | Nuno Marques Rogier Wassen             | Omar Camporese Dušan Vemić               | 7:6, 7:6          |
| 1997 | Juan Ignacio Carrasco Jordi Mas        | Georg Blumauer Andrea Gaudenzi           | 6:2, 7:6          |
| 1996 | Karsten Braasch Jens Knippschild       | Maxime Huard Guillaume Marx              | 6:2, 6:4          |
| 1995 | Tomáš Krupa Jiří Novák                 | Lorenzo Manta Patrick Mohr               | 4:6, 6:4, 6:3     |
| 1994 | Joshua Eagle Kirk Haygarth             | Álex López Morón Massimo Valeri          | 6:3, 6:2          |
| 1993 | Sláva Doseděl Radomír Vašek            | Christian Geyer Mathias Huning           | 6:2, 6:2          |
| 1992 | Johan Anderson Lars-Anders Wahlgren    | Filip Dewulf Tom Vanhoudt                | 2:6, 7:6, 6:4     |